# Sekhemkasedj
Sekhemkasedj est un haut fonctionnaire égyptien ayant vécu sous le règne du roi Ouadji et sous la régence de Merneith au début du règne de Den pendant la Ire dynastie. Il est attesté par plusieurs documents (sceaux, étiquettes) découverts dans sa tombe S3504 à Saqqarah ainsi que dans la tombe du roi Ouadji à Abydos.

## Biographie
D'après les sceaux sur lesquels est nommé Sekhemkasedj, il a porté les titres dans le domaine administratif :
- pendant le règne d'Ouadji :
  - « nékhenou » (nḫn(w)) et « nékheb » (nḫb), des titres peut-être connectés à la ville d'El Kab, Nékheb en égyptien ancien[2],
  - « administrateur » (âdj-mer, ˁḏ-mr) du domaine funéraire d'Ouadji nommé Ouadj-Hor (Wȝȝ-Ḥr) ; il s'agit de son principal titre qu'il garda tout au long du règne d'Ouadji[2],
- pendant la régence de Merneith :
  - « contrôleur » (khérep, ḫrp) du domaine funéraire d'Ouadji, et non plus « administrateur »[3],
  - « khérep nékhenou » (ḫrp nḫn(w)), et non plus « nékhenou », ainsi que l'obscur titre « khérep nébi » (ḫrp nbj)[3],
  - « administrateur » (âdj-mer, ˁḏ-mr) du domaine royal Hor-sekhenti-djou (Ḥr-sḫntj-ḏw), titre qu'il obtient à la fin de sa carrière et qui semble être l'apothéose de celle-ci car ce domaine Hor-sekhenti-djou semble être la fondation royale la plus importante de la première moitié de la Ire dynastie[3].

Sekhemkasedj était également lié à une fondation royale nommée Hout-Hénen (Ḥw.t ḥnn).

## Sépulture
Sekhemkasedj est enterré dans le mastaba S3504 à Saqqarah-Nord, où a été inhumée une grande partie de l'élite du pays pendant la Ire dynastie. Cette tombe est fouillée en 1953 par Walter Bryan Emery. Ce dernier croyait qu'il s'agissait de la tombe du roi Ouadji, son serekh étant attesté sur plusieurs documents découverts dans la tombe. Par ailleurs, la reprise des fouilles dans la nécropole d'Oumm el-Qa'ab à Abydos depuis les années 1980 a permis de confirmer le fait que la tombe du roi se trouvait dans ce cimetière d'Oumm el-Qa'ab.